# کچل درق
کچل درق یک روستا در ایران است که در دهستان سنجبد جنوبی واقع شده‌است. کچل درق ۲۵ نفر جمعیت دارد.